# Rick Majerus
Richard Raymond Majerus, detto Rick (Sheboygan, 17 febbraio 1948 – Los Angeles, 1º dicembre 2012), è stato un allenatore di pallacanestro statunitense.